# Corydoras diphyes
Corydoras diphyes är en fiskart som beskrevs av Axenrot och Kullander 2003. Corydoras diphyes ingår i släktet Corydoras och familjen Callichthyidae. Inga underarter finns listade i Catalogue of Life.